# Heinrich von Breymann
Heinrich von Breymann (fallecido en 1777) fue un teniente coronel alemán del Principado de Brunswick-Wolfenbüttel que luchó en la Guerra de Independencia de los Estados Unidos. Fue comandante de los Granaderos Breymann, un batallón de Brunswick contratado para el servicio británico, y sirvió bajo el mando de John Burgoyne. Durante las Batallas de Saratoga, la unidad de Breymann fue conducida detrás de un reducto, donde se sintió frustrado por la mala actuación de sus hombres, atacando a cuatro con su sable antes de que uno de sus propios hombres lo matara.